# هادی دوست محمدی
هادی دوست محمدی (زادهٔ ۱۳۳۵ در سمنان) سیاستمدار ایرانی است که نمایندهٔ دوره هفتم مجلس شورای اسلامی از حوزه انتخابیه سمنان بود.